# Borišići
Borišići (cyr. Боришићи) – wieś w Czarnogórze, w gminie Pljevlja. W 2011 roku liczyła 35 mieszkańców.